# Pléyade poética
Se conoce como Pléyade poética a un grupo de siete autores del periodo helenístico, en tiempos de Ptolomeo Filadelfo, que cultivaron en Alejandría el género de la poesía. Los nombres de los componentes de este círculo son: Teócrito, Filico de Corcira, Nicandro, Homero de Bizancio, Arato, Licofrón de Calcis y Apolonio de Rodas o Eántidas. Esta lista se encuentra en un escolio a Licofrón de Juan Tzetzes.